# María Ximena Figueroa
María Ximena Figueroa Olaya (Resguardo de Ortega, Chaparral, Colombia, 25 de mayo de 1979) es una defensora de los derechos humanos y cofundadora de la Red de Mujeres Chaparralunas por la Paz.

## Biografía
María Ximena nació en el resguardo indígena de Ortega, perteneciente a la comunidad indígena Matora de Maito de etnia Pijao. Es profesional en Administración de Negocios con Énfasis en Negocios Internacionales.

## Labor social
Es cofundadora de la Red de Mujeres Chaparralunas por la Paz, organización que asesora a organizaciones y comunidades de base campesina, al Comité de Asuntos Femeninos de la junta de acción comunal, a víctimas del conflicto armado, indígenas y población afrodescendiente. Su labor ha girado en torno a la defensa de los derechos de las mujeres y los derechos humanos. También ha trabajando en la construcción de la paz del país desde la base de lograr que las mujeres incidan en políticas públicas y su concertación, en programas y proyectos con las entidades del Estado para garantizar un goce efectivo de sus derechos como ciudadanas. Hace parte del Comité Operativo de la Red de Mujeres Chaparralunas por la Paz en el Área de Finanzas. Es representante de la Mujer Indígena en el Consejo Departamental de Mujeres del Tolima. En el periodo 2003-2008 representó a los pueblos Pijao, Muisca, Motilón-Barí y Uwas en la Macrocentro de la Organización Nacional Indígena de Colombia (ONIC). Participó en la construcción de la Política Pública de Mujer y Género del municipio de Chaparral y del Departamento del Tolima. Se ha desempeñado como voluntaria de Educación en Riesgo de Mina-Antipersona (ERM) de la Población del Sur del Tolima. Ha realizado seguimiento a la implementación a los Acuerdos de Paz reforzando el programa de reintegración de excombatientes de las FARC y previniendo el reclutamiento de menores en el municipio de Planadas.

## Reconocimientos[1]
- Primer puesto a la Iniciativa Mujeres Rurales protagonistas de la Paz Territorial del Banco de la Iniciativa de Participación Ciudadana para el fortalecimiento de la Democracia participativa BIP 2017 por el trabajo en la Red de Mujeres Chaparralunas por la Paz
- Premio Camino por el trabajo de Educación En Riesgo de Mina Antipersona y el proyecto Campaña Colombia Contra Minas a Red de Mujeres Chaparralunas por la Paz.

## Publicaciones[1]
- Un acercamiento a la violencia basada en género en el municipio de Chaparral, Tolima (Coautora)
- Capítulo Autonomía, proyecto editorial Mujeres que Reconcilian.
- Mujeres que reconcilian (artículo, Revisa Semana Rural, 2016)
- Género y etnia desde el enfoque de la ASD y como aporte a la construcción de paz - Encuentro internacional “Retos y propuestas sobre Acción sin daño y construcción de paz en Colombia”  (2009)[4]